# Saint-Martin-de-Cenilly
Saint-Martin-de-Cenilly è un comune francese di 221 abitanti situato nel dipartimento della Manica nella regione della Normandia.

## Società

### Evoluzione demografica
Abitanti censiti